# Sovnarchoz
Sovnarchoz (rusky совнархоз, совет народного хозяйства, sovet narodnogo hozyaistva) byla pokusná územně-hospodářská jednotka. Tyto systémy byly v SSSR využívány, nejdříve lokálně a pokusně, později celostátně, k řízení hospodářství. Systém sovnarchozů byl uplatňován mezi lety 1957–1964, kdy byla dočasně zrušena ministerstva průmyslu. Sovnarchozy představil Nikita Chruščov v květnu 1957. Sovětský svaz byl následně rozdělen mezi 105 územně-ekonomických systémů, později byl počet sovnarchozů snížen na 47.